# Peperomia sumidoriana
Peperomia sumidoriana är en pepparväxtart som beskrevs av C. Dc.. Peperomia sumidoriana ingår i släktet peperomior, och familjen pepparväxter. Inga underarter finns listade i Catalogue of Life.